# فان زيلسروس
فان زيلسروس (بالإنجليزية: Van Zylsrus)‏ هي بلدة تقع في جنوب أفريقيا في Joe Morolong Local Municipality.